# Messe solennelle en l'honneur de Sainte-Cécile
De Messe solennelle en l'honneur de Sainte-Cécile in G-groot, of kortheidshalve Messe solennelle de Sainte-Cécile, in het Nederlands ook wel Sint-Ceciliamis of Ceciliamis genoemd, is een mis van Charles Gounod voor drie solisten, vierstemmig koor, orkest en orgel. Ze is aan de heilige Cecilia, de beschermheilige van de kerkmuziek, gewijd.

## Betekenis en ontstaan
De Ceciliamis is wel het bekendste werk van Charles Gounod op het vlak van de kerkmuziek. Hij componeerde haar op de leeftijd van 37 jaar. Ze valt tussen zijn overige missen op door haar uitgesproken rijke orkestbegeleiding, waar de meeste andere missen van Gounod naast de zangers hoogstens een orgel vereisen.
De Ceciliamis werd op 22 november 1855, de naamdag van de heilige Cecilia, in de Église Saint-Eustache in Parijs voor het eerst uitgevoerd. De toen eveneens aanwezige componist Camille Saint-Saëns schreef later:
De uitvoering van de Ceciliamis riep een soort verdoving op. Deze eenvoud, deze grootsheid, dit zuivere licht, dat zich over de muziekwereld als een schemer verspreidde, bracht de mensen in grote verbazing. Men voelde, dat hier een genie aan het werk was geweest ... glanzende stralen gingen van deze mis uit ... in eerste instantie was men verblind, daarna in vervoering gebracht en ten slotte overweldigd.
Nog tijdens het leven van Gounod verschenen talrijke uitgaven en bewerkingen van de mis, wat zeker een aanwijzing is voor de grote populariteit van het werk.

## Bezetting
Hoewel de Ceciliamis tot Gounods populairste werken behoort, wordt zij juist door kleinere kerkkoren slechts zelden uitgevoerd. Dit ligt minder aan haar moeilijkheidsgraad dan aan de rijke (en daarmee dure) orkestbegeleiding. De oorspronkelijke bezetting bestaat uit:
- drie solisten: een sopraan, een tenor en een bas;
- vier koorstemmen: sopraan, alt, tenor en bas;
- een orkest met: 2 fluiten, 1 piccolo, 2 hobo’s, 2 klarineten, 4 fagotten, 4 hoornen, 2 trompetten, 2 cornetten, 3 trombones, 1 harp (volgens de originele partituur 6 harpen), pauken, slagwerk, eerste en tweede violen, altviolen, celli, contrabassen en octobas (pas kort daarvoor ontwikkeld);
- een orgel.

## Bijzonderheden van de tekst
Op vier plaatsen wijkt de Ceciliamis van het gebruikelijke Latijnse ordinarium af, namelijk in het Gloria, in het Agnus Dei alsook door de in andere missen in het geheel niet voorkomende voorbede. Daarenboven bevat de mis ook een zuiver orkestraal Offertorium, dat destijds overigens niet ongebruikelijk was.

### Gloria
In het Gloria volgt op de woorden miserere nobis de aanroep Domine Jesu, om de indringendheid van het gebed te onderstrepen.

### Agnus Dei
In het Agnus Dei volgen, eveneens op de beide gedeelten miserere nobis, de woorden:
Domine, non sum dignus ut intres sub tectum meum, sed tantum dic verbo, et sanabitur anima mea,
in het Nederlands:
Heer, ik ben niet waardig, dat U ingaat onder mijn dak, maar spreek slechts één woord, zo wordt mijn ziel gezond.
Deze gedeelten worden de eerste maal door de tenor, de tweede maal door de sopraan gezongen.
Bovendien heeft Gounod helemaal aan het slot van het Agnus Dei nog driemaal het woord Amen toegevoegd.

### Voorbede
De Voorbede had oorspronkelijk de volgende tekst:
Domine, salvum fac Imperatorem nostrum Napoleonem, et exaudi nos in die qua invocaverimus te,
in het Nederlands:
Heer, zegen onze keizer Napoleon, en verhoor ons op de dag waarop wij U aanroepen.
Daar deze Voorbede (die overigens aan Napoleon III gewijd is, en niet aan Napoleon Bonaparte) niet meer actueel is, wordt heden ten dage meestal een andere tekst gebruikt. Afhankelijk van de staatsvorm wordt in de regel een van de volgende varianten gezongen:
- Domine, salvum fac regem nostrum (Heer, zegen onze koning);
- Domine, salvam fac reginam nostram (Heer, zegen onze koningin); ofwel
- Domine, salvam fac rem publicam (Heer, zegen de republiek).

Deze tekst wordt driemaal gezongen, waarbij de enkele herhalingen de opschriften Prière de l'Eglise (Gebed van de Kerk), Prière de l'Armée (Gebed van het Leger) en Prière de la Nation (Gebed van het Volk) hebben. Het eerste deel wordt door het gezamenlijke koor gezongen, waarbij het orkest slechts bij de inleiding inzet en de koorpassage zelf a capella is. Het  Prière de l'Armée zingen de mannenstemmen unisono, begeleid door de blazers en het slagwerk. Dit geeft het geheel een militaire klank, aangezien immers juist blaasinstrumenten en slagwerk bij militaire muziek worden gebruikt. Bij de laatste herhaling ten slotte worden het gezamenlijke koor en het gezamenlijke orkest ingezet.

## Gebruik in de film
Het Sanctus van deze mis werd als filmmuziek in Werner Herzogs Dracula-Film Nosferatu: Phantom der Nacht (1978) gebruikt.

## Bekende opname
Een bekende opname van het werk werd gemaakt begin jaren zestig, met Irmgard Seefried, Gerhard Stolze, Hermann Uhde, het Tschechischer Sängerchor Prag en de Tschechische Philharmonie onder leiding van Igor Markevitsj.